# Північно-Єнісейський
Північно-Єнісейський (рос. Северо-Енисейский) — смт в Росії, у Красноярському краї, адміністративний центр Північно-Єнісейського району. Населення - 6747 осіб.
В селищі є аеропорт.

## Історія
Виник як селище золотошукачів з часу початку розробки Авеніровського рудника. Уже в 1922 році він став офіційно називатися Радянський рудник, і в 1926 році отримав статус робочого селища. З цього часу починається будівництво будинків барачного типу. У довоєнний час будуються 4-6-ти квартирні будинки, а в повоєнний час 2-4-х квартирні, типові гуртожитку з пічним опаленням. У 1950 році з'явилися вулиці: Горького, Маркса, Комуністична, Урицького, Фрунзе. У 1960-х роках починається будівництво двоповерхових багатоквартирних будинків по вулиці Донського. Пізніше будуються будинки та гуртожитки з центральним опаленням вулицями Донського, Карла Маркса і 60-річчя ВЛКСМ. Вперше в 1979 році увійшов в. експлуатацію великопанельний будинок, в 1981 побудований 56-квартирний п'ятиповерховий цегляний будинок. До кінця 1986 року з'явилася сучасний мікрорайон на 1500 жителів. До цих пір триває будівництво упорядкованих квартир для населення, зводяться адміністративні будівлі.
У 1936 році у  Північно-Єнісейську приземлився перший літак. За 1946-1947 роки побудовано ґрунтове льотне поле зі злітно-посадковою смугою для літаків типу АН-2, і вже в 1966 році приземлився ШМ. Аж до 80-х років йде реконструкція аеродрому; побудована бетонна злітно-посадкова смуга, яка приймає літаки типу АН-24, АН-26, ЯК-40.